# Villa Pankraz
Die Villa Pankraz ist eine Villa im Bad Reichenhaller Ortsteil Kirchberg.
Die Villa Pankraz steht unter Denkmalschutz und ist unter der Nummer D-1-72-114-197 in die Bayerische Denkmalliste eingetragen.

## Geschichte
Kirchberg war bis zur Gebietsreform in Bayern ein Teil der bis zum 1. Mai 1978 eigenständigen Gemeinde Karlstein. Lange bevor sich im damals benachbarten Reichenhall ein Kurbetrieb etablierte, wurde die Kirchbergquelle als Heilquelle genutzt. Die erste urkundliche Erwähnung stammt aus dem Jahr 1713. Hundert Jahre lang hatte der Badebetrieb in Kirchberg jedoch nur eine regionale Bedeutung, auch hundert Jahre später hieß es, das Bad sei nicht zur Nutzung durch „höhere Stände“ geeignet. Als sich in den 1840er Jahren das Kurhotel Achselmannstein in Reichenhall etablierte, kam es langsam auch in Kirchberg zu einem Aufschwung. Als 1864 der Arzt Pachmayr in den Besitz der Quelle und des Bades in Kirchberg gelangte, baute er dieses kontinuierlich aus und in der Folge entstanden in Kirchberg – wie auch im benachbarten Reichenhall – Villen und Pensionen, um die Kurgäste für die Zeit des Aufenthalts unterzubringen. In dieser Zeit des Aufschwungs entstand auch die Villa Pankraz. 
Der Erste Weltkrieg bedeutete ein Ende des Badebetriebs in Kirchberg. Während des Krieges wurde das Bad als Lazarett genutzt, eine Wiederaufnahme des Badebetriebs erfolgte – anders als in Bad Reichenhall – nach dem Ende des Krieges nicht. Heute wird die Villa Pankraz als Wohngebäude genutzt.

## Beschreibung
Die Villa Pankraz ist ein zweigeschossiger, asymmetrischer Bau über einem hohen Sockel. Das Gebäude hat einen Eckturm, ein Zwerchhaus und seitliche Walmdachrisaliten, alle Dächer haben einen Überstand. Die Villa Pankraz wurde gegen Ende des 19. Jahrhunderts erbaut.

## Lage
Die Villa Pankraz liegt direkt an der Thumseestraße und hat die Hausnummer 3.